# Ingrid Ylva

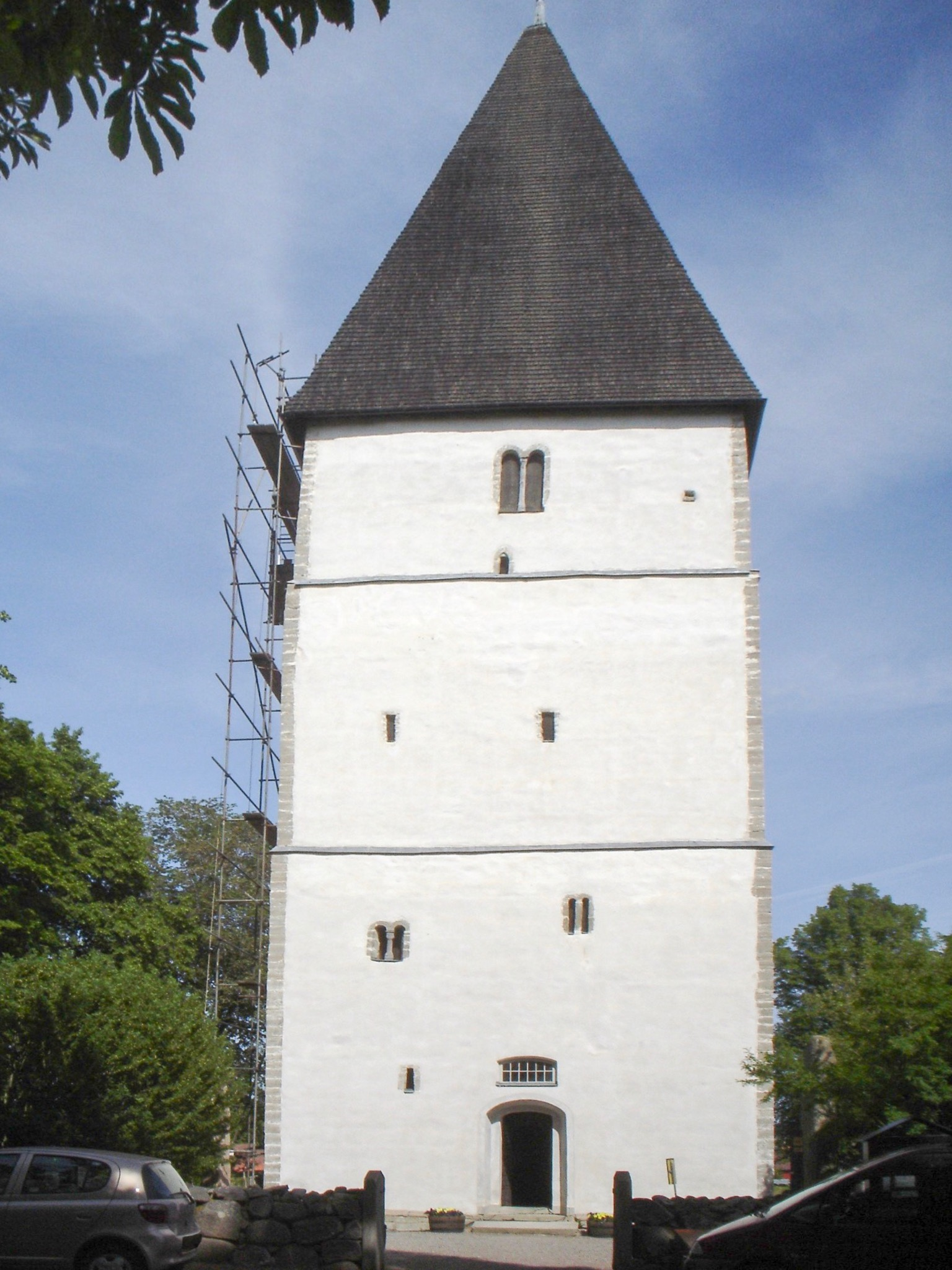
La torre de Ingrid Ylva en la Iglesia de Bjälbo.

Ingrid Ylva de Bjälbo (c. 1180 - c. 1250/1255) fue una noble sueca, la esposa de Magnus Minniskiöld de Bjälbo y la madre del regente Birger Jarl. Los años exactos de su nacimiento y la muerte no están claros; tradicionalmente se ha dicho que falleció el 26 de octubre de 1252, pero se cree que esta fue la fecha de su entierro, y que Ingrid en realidad falleció en 1251.

## Vida
Según Olaus Petri, Ingrid era hija de Sune Sik. Contrajo matrimonio con Magnus Minniskiöld de Bjälbo, posiblemente como su segunda esposa. Muchos de sus hijos de Ingrid, biológicos o criados por ella, tendrían puestos en el poder: Eskil se convertiría en langman de Vestrogotia, Karl y Bengt fueron obispos de Linköping, y Birger se convertiría en jarl de Suecia, y luego lograría la elección de su hijo como rey.
Cuando enviudó, c. 1208-1210, lo más probable es que Ingrid haya dirigido sus propiedades en Bjälbo como la cabecilla de la familia, debido a que sus hijos eran menores de edad. Asistía a misa desde su lugar favorito en la torre de la iglesia, a la cual una vez le donó una campana; según la tradición, Ingrid vivía en esta torre durante tiempos de guerra. En 1234, su hijo Birger se casó con la princesa Ingeborg Eriksdotter de Suecia, y en 1250, se convirtió en regente y padre del rey Valdemar I. No se sabe si Ingrid Ylva aún estaba viva, aunque se cree que sí. Sin embargo, no parece haber tenido un papel importante en la corte real, y probablemente prefería vivir en sus propiedades. Se dice que volvió a casarse, con un hombre desconocido con quien tuvo un hijo, Elof Vingad Pil, mientras otras fuentes afirman que no se volvió a casar.

## Ingrid Ylva en las leyendas
Ingrid Ylva es mencionada en varias leyendas, y posiblemente en su época, como una bruja blanca; se decía podía hacer magia, la cual utilizaba para buenos propósitos y para el bien de su familia. Se contaban muchas historias sobre sus habilidades mágicas. Una leyenda decía que cuando Bjälbo fue atacado de sorpresa por los enemigos de la familia, Ingrid subió hasta lo alto de la torre de la iglesia, y desde allí desgarró una almohada llena de plumas, esparciéndolas por la tierra y convirtiéndolas en caballeros armados. Estas historias distaban mucho de ser calumnias: en el siglo XIII, los juicios por brujería no existían, la magia no era ilegal y la capacidad de hacerla se consideraba algo admirable. Había una clara separación entre la magia blanca y la magia negra; y ni siquiera la magia negra estaba relacionada con el Diablo o era punible con la muerte, como sucedería cientos de años después. Ingrid era muy popular mucho antes de que su hijo se convirtiera en regente de Suecia, y sus supuestas habilidades mágicas eran admiradas.
También era famosa por su supuesta habilidad para predecir el futuro. La leyenda dice que en su lecho de muerte, Ingrid predijo que los hombres de su línea serían reyes de Suecia mientras la cabeza de ella estuviera alta. Se cree que debido a esto, su hijo Birger Jarl la enterró de pie dentro de la torre con la que tenía un profundo vínculo.